# 海东路街道
海东路街道是中国内蒙古自治区呼和浩特市新城区下辖的一个街道。

## 行政区划
海东路街道下辖公主府社区、内蒙古军区社区、哲里木路社区、体校巷社区、内蒙古工业大学社区、公安厅社区、长海社区、气象局东巷社区、八一路社区。